# Happy, Texas
Happy, Texas – film komediowy produkcji amerykańskiej z 1999 roku, powstały w reżyserii, współprodukcji i oparciu o scenariusz Marka Illsleya.

## Fabuła
Przestępcy Wayne i Harry ukrywają się przed wymiarem sprawiedliwości w zapomnianej prowincjonalnej miejscowości. Udając parę gejów-organizatorów konkursu piękności, nie ściągają na siebie podejrzeń okolicznych mieszkańców. Ich problemy rozpoczynają się w momencie, gdy okazuje się, że miejscowy szeryf to homoseksualista i jest on zainteresowany bliższą znajomością z jednym z kryminalistów.

## Obsada
- Steve Zahn – Wayne Wayne Wayne Jr. (David)
- Jeremy Northam – Harry Sawyer (Steve)
- William H. Macy – szeryf Chappy Dent
- Ally Walker – Josephine „Joe” McClintock
- Illeana Douglas – Doreen Schaefer
- M.C. Gainey – Robert „Bob” Allen Maslow
- Ron Perlman – Marshal Nalhober
- Mo Gaffney – pani Bromley
- Paul Dooley – sędzia